# Torsten Warmuth

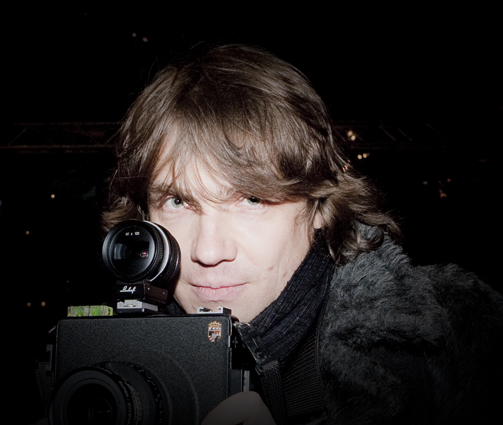
Torsten Warmuth, fotografiert von Benedikt Brandhofer

Torsten Warmuth (* 3. April 1968 in Hildburghausen, Thüringen) ist ein deutscher zeitgenössischer bildender Künstler.

## Werdegang
Nach dem Abitur in Erfurt absolvierte Warmuth ein naturwissenschaftliches Studium. 1996 entschied er sich gegen eine universitäre Laufbahn und wandte sich ganz der Fotokunst zu.

## Werk
Im Zentrum von Warmuths Werk steht der anonyme Mensch in seinem urbanen Umfeld. Warmuth begreift dabei die moderne Stadt als Bühne für fragile Momente und flüchtige Konstellationen. Bereits frühe Serien wie New Walk (1998) oder Stadtwolf (2000) dokumentieren dabei seine Vorliebe für das fotografische Experiment. Seine fotografisch hergestellten, fokusscharfen Arbeiten sind reich an optischen Verwischungen und substanziellen Ungenauigkeiten. Mit seinen Langzeit- und Mehrfachbelichtungen versucht er bei dem Betrachter den Eindruck zu erwecken, dass sich die Figuren auf seinen Bildern zu dehnen oder gar aufzulösen beginnen.
Der Fotohistoriker Enno Kaufhold sieht auf Warmuths Bildern daher ein Zusammentreffen verschiedener Augenblicke die „sowohl an unterschiedlichen Orten als auch zu verschiedenen Zeiten stattfinden. Und was die Momente betrifft, so werden diese durch längere Belichtungszeiten eher in ihrem Kontinuum als in einem zeitlich kurz fixierten Schnitt gezeigt“.
Zahlreiche Arbeiten der letzten Jahre haben Städte wie Buenos Aires, Lissabon, Kairo oder New York zum Motiv. Ralf Hanselle schreibt über die in Kairo entstandene Serie It’s a Man’s World (2007): „Wie die großen Flaneure des fin de siècle erschließt sich auch Torsten Warmuth die urbanen Steinwüsten als optische Expedition. Wie sie, begreift er den Stadtraum als das Extrem der Moderne.“ Torsten Warmuth erhielt 2008 den Kunstpreis Fotografie der Land Brandenburg Lotto GmbH für den Zyklus It's a Man's World.
2009 entwickelte Warmuth das Silver Painting. Neben dem Einsatz von Licht werden dabei unterschiedlichste Toner von Hand auf Silbergelatinepapier aufgetragen. Die dabei angewendeten Prozesse basieren ausschließlich auf analogen Verfahren. Es entstehen infolge der manuellen Gestaltungen Unikate. In der Nicht-Reproduzierbarkeit sowie in der malerischen Anmutung unterscheidet sich Silver Painting maßgeblich von Fotografie. Es handelt sich dabei immer um eigenhändig produzierte, meist großformatige und mehrfach getonte Silbergelatineabzüge, die mittels klassischer analoger Dunkelkammerverfahren von ihm hergestellt werden.
Seit 2012 widmet sich Warmuth verstärkt Farbarbeiten mit Abstraktion und Ausdruck, die er als Elusionistic Art bezeichnet.

## Bühnenhintergrund
Im September 2010 steuerte Warmuth seine Silver Paintings als Hintergrundelemente in der Inszenierung der Legende vom heiligen Trinker von Joseph Roth am Theater Basel bei. Die Inszenierung erfolgte durch Elias Perrig, die Hauptrolle spielte Peter Schröder.

## Ausstellungen
- 2013 Die Rückeroberung der Freiheit, Haus am Kleistpark, Berlin[5]
- 2009 Sex, Power & Money, Everard Read, Kapstadt
- 2008 The Last Woman, Galerie Brusberg, Berlin
- 2007 It's a Man's World, Anna Augstein Fine Arts
- 2006 Nachtsammler, Galerie Mamia Bretesché, Paris (auch Galerie Seitz & Partner, Berlin und Kunsthalle Erfurt)
- 2004 Torsten Warmuth, Kunstsammlungen Jena
- 2004 About Face – Photography and the Death of the Portrait, Hayward Gallery, London
- 2004 Je t’envisage – La disparition du portrait/The Disappearance of the Portrait, Musée de l’Elysée, Lausanne
- 2003 Cara a Cara/Face to Face, Culturgest, Lissabon
- 2002 Zanikanie/Disappearing, Warsaw Centrum Sztuki Współczesnej Zamek Ujazdowski, Warschau
- 2001 Im Verschwinden, Galerie Seitz & Partner Berlin
- 1998 New Walk, Eastside Gallery, Kassel

## Filmographie
- Interview mit dem Kunsthistoriker Enno Kaufhold in TV-Beitrag für Stilbruch, RBB-Fernsehen vom 8. November 2007.